# Ня Чанг
Ня Чанг (на виетнамски: Nha Trang) е град в Централен Виетнам край Южнокитайско море. Той е четвъртият по големина град във Виетнам. Има пристанище и аерогара, разположено на 36 километра северно от Ня Чанг, което е съседно с Кхан Хоа, Виетнам. Има няколко плажа, курорти тук. Сити е-популярните дестинации за руските туристи.